# Арнуль I де Гин

Графство Гин в середине XII века
Территория графства Гин
Прочие территории Фландрского графства
Англо-Нормандская монархия
Владения графов Вермандуа
Церковные земли

Арнуль I Гентский (Arnould Ier de Guines) (ум. 1169) — граф Гина, основатель Гентской династии.
Сын Венемара (ум. 1118 или позже), бургграфа Гента, и его второй жены Гизелы де Гин.
По матери — племянник графа Гина Манассе I (ум. 1137), после смерти которого начал борьбу за наследство с внучкой покойного Беатрикс де Бурбур. При этом он ослушался Тьерри Эльзасского — своего сюзерена, и тот конфисковал у него бургграфство Гент.
Воспользовавшись тем, что муж Беатрикс де Бурбур Обри III де Вер, граф Оксфорд развёлся с женой и отбыл в Англию (1141/1142), Арнуль I во главе вооружённого отряда при поддержке ряда соседних сеньоров оккупировал графство Гин.
В 1146 году Беатрикс умерла, и Арнуль I из узурпатора превратился в законного наследника. Был и другой претендент — Жоффруа V, сеньор де Семюр и де Брионнэ — сын Аделаиды, сестры Манассе I. Однако Аделаида к тому времени умерла, тогда как другая сестра, мать Арнуля I, была жива и таким образом являлась более близкой родственницей покойному графу, нежели племянник. Поэтому Жоффруа де Семюр был вынужден отказаться от своих притязаний.
Арнуль I известен как покровитель храмов и монастырей. Он отменил взимание платы с паломников, проходящих через его земли.
Жена — Маго (Матильда) де Сент-Омер, дочь Гильома II де Сент-Омера и Мелиссенды де Пикиньи. Дети:
- Бодуэн II (ум. 2 января 1205), граф Гина
- Гильом
- Манассе
- Сигер
- Арну, умер в молодом возрасте
- Маргарита, жена Эсташа де Фьенна и Роже, шателена Куртре
- Беатрикс
- ещё 6 дочерей.